# Fritz Karl Mann
Fritz Karl Mann (geboren 10. Dezember 1883 in Berlin; gestorben 14. September 1979 in Washington, D.C.) war ein deutscher Finanzwissenschaftler und Finanzsoziologe. Er lehrte an den Universitäten zu Kiel, Königsberg und zu Köln sowie an der American University in Washington, D.C.

## Bedeutung für die Finanzwissenschaft
Er begann seine akademische Laufbahn mit dem juristischen Studium, das er 1906 mit der Promotion zum Dr. jur. an der Universität Göttingen beendete. In Göttingen wurde der Grundstein gelegt zur Entwicklung seiner wissenschaftlichen Arbeiten auf dem Gebiet der Staatswissenschaften. Mann war Schüler von Adolph Wagner und Gustav von Schmoller; er promovierte 1913 in Berlin zum Dr. phil. Anschließend setzte er seine Studien in London und Paris fort, wurde Mitarbeiter von französischen staatswissenschaftlichen Zeitschriften und entdeckte in französischen Archiven das berühmte Memoire inedit von Montesquieu. In den Jahren vor dem Ausbruch des Ersten Weltkrieges war Manns Monographie Der Marschall Vauban und die Volkswirtschaftslehre des Absolutismus. Eine Kritik des Merkantilsystems das bedeutendste Resultat seiner Forschungen. Der Erste Weltkrieg musste den international orientierten Wissenschaftler besonders schmerzlich treffen, soweit Martin Heilmann von der Universität zu Kiel.
Nach dem Krieg erhielt Mann seine erste Berufung als Professor nach Kiel. Dort wirkte er als Finanzwissenschaftler, Theoretiker und Dogmenhistoriker bis zur Berufung nach Königsberg Anfang 1922. In den Königsberger Jahren konzentrierte er sich auf die historische Durchdringung der ökonomischen, politischen und soziologischen Beziehungen der Finanzwirtschaft zur Staatswirtschaft. In dieser Zeit wurde der junge Rudolf Heberle sein Mitarbeiter und Schüler.
Von Königsberg aus erhielt Mann den ersten, ausschließlich der Finanzwissenschaft zugeordneten Lehrstuhl an der Universität Köln, den er von 1926 bis 1935 innehatte. Er gründete hier im Mai 1927 das Institut für internationale Finanzwirtschaft (aus dem das heutige Finanzwissenschaftliche Forschungsinstitut an der Universität zu Köln (FiFo)) hervorging. Seine grundlegenden Erkenntnisse fanden in dieser Zeit ihren Niederschlag in den Monographien Deutsche Finanzwirtschaft (1929), Die Staatswirtschaft unserer Zeit (1930) und vor allem in dem Werk Steuerpolitische Ideale. Vergleichende Studien zur Geschichte der ökonomischen und politischen Ideen und ihres Wirkens in der öffentlichen Meinung 1600–1935 (1937), einem wichtigen Beitrag für die Klassiker der Finanzwissenschaft.
Nach Hitlers Machtübernahme wurde Mann – getaufter Jude – im September 1935 von der Lehrverpflichtung an der Universität zu Köln entbunden; im Februar 1936 folgte der Entzug der Lehrbefugnis. Zusammen mit seiner Familie emigrierte er noch im gleichen Jahr in die USA. Ab 1936 lehrte er als Professor an der American University in Washington, D.C. Dort leitete er zudem 1945–1956 das Institute of Federal Taxes sowie 1948–1954 als Chairman das Department of Economics and Business Administration. Als Fellow, finanziert vom Emergency Committee in Aid of Displaced Foreign Scholars, analysierte er 1936–1944 als Ökonom im Kriegsministerium der Vereinigten Staaten die deutsche Kriegswirtschaft.
Am nächsten der Kieler Wirkensphase steht seine Deutsche Finanzwirtschaft. Hier erkennt man, dass Mann in den zwanziger Jahren noch stark der Tradition seines Lehrers Wagner verpflichtet war; seine Analyse konzentriert sich auf die Steuerbelastung und die Gefahren eines Fiskalismus. Im Unterschied zu seinem späteren Kieler Nachfolger, Gerhard Colm, bleibt die Analyse noch dominant auf die Einnahmenseite des Budgets bezogen, werden öffentliche Ausgaben kurzerhand als Kaufkraftentzug der Volkswirtschaft deklariert, ohne die Rückwirkungen der Staatsausgaben auf den Wirtschaftskreislauf, wie es der Keynesianismus tat, zu berücksichtigen. Zu der Zeit, da Mann diese Schrift herausgab, hatten die Kollegen am Kieler Institut bereits andere Wege eingeschlagen. Allerdings sollte sich Mann unter dem Einfluss seiner finanzsoziologischen und historischen Studien bald aus dieser Tradition lösen und den Zugang zur makroökonomisch orientierten Finanzwissenschaft finden.

## Bedeutung für die Finanzsoziologie
Mann verfasste volkswirtschaftliche und finanzsoziologische Abhandlungen zum Steuersystem einer Gesellschaft. Nach Erwin K. Scheuch ist er der Begründer der Finanzsoziologie. Fritz Karl Mann definierte die Finanzsoziologie als jene Wissenschaft, die sich mit folgenden Fragen beschäftigt: „Die finanzwirtschaftlichen Institutionen eines Landes sind unter einem doppelten Aspekt zu betrachten: einerseits als Erzeugnis gesellschaftlicher Kräfte; andererseits als ein Mittel, die bestehende Gesellschaftsordnung zu erhalten oder umzugestalten. (…) Gegenstand der Finanzsoziologie bilden (…) die Wechselbeziehung von „Finanzwirtschaft“ und Gesellschaftsordnung. Hierbei wir die Finanzwirtschaft in dem üblichen Sinne verstanden: meist als die Finanzverwaltung des Staaten, Gemeinden und sonstigen politischen Verbände oder auch als funktioneller Komplex: die in der Mittelbeschaffung und Mittelverwendung kulminierenden Tätigkeiten des ´Fiskus´“.
Einen guten Überblick über seine finanzsoziologischen Arbeiten bietet sein Werk Finanztheorie und Finanzsoziologie, erschienen bei Vandenhoeck & Ruprecht in Göttingen 1959, in dem verschiedene frühere Beiträge abgedruckt sind.

## Ehrungen
- 1959 Ehrendoktor (Dr. rer. pol. h.c.) der Universitäten Frankfurt am Main und Tübingen[8]
- Großes Bundesverdienstkreuz

## Publikationen (Auswahl)
- Die Volkswirtschafts- und Steuerpolitik des Marschalls Vauban. 1913.
- Die Staatswirtschaft unserer Zeit. Eine Einführung. 1930.
- Steuerpolitische Ideale. Vergleichende Studien zur Geschichte der ökonomischen und politischen Ideen und ihres Wirkens in der öffentlichen Meinung 1600–1935. 1937.
- Finanztheorie und Finanzsoziologie. 1959.
- Der Sinn der Finanzwirtschaft. 1978.

Ein umfassendes Schriftenverzeichnis findet sich bei Julia C. Ahrend: Fritz Karl Mann. Ein Pionier der Finanzsoziologie und der Theorie der Parafiski im Schnittfeld deutscher und amerikanischer Wissenschaftskultur.